# 太和控股
太和控股有限公司，簡稱太和控股（英語：Tai United Holdings Ltd.，港交所：0718），在1987年，由前主席唐貫健，於香港（總部）成立「百吉塑膠制品有限公司」。主席為孟昭億。而1995年10月2日於港交所主板上市。前身為「聯發行國際集團有限公司」和「百威國際控股有限公司」。業務在全球經營買賣塑膠產品、天然資源開採、金融投資等。

## 历史
2016年10月12日，該公司以1.2億港元，收購匯凱控股有限公司所有股權，主要資產從事證券經紀業務。
2017年7月，太和控股購入香港上海大酒店11.47%股權，成為大酒店第二大股東，其後再向大股東莊友堅旗下公司Satinu Resources出售所持有的大酒店股權，交易作價為23.6億港元，即每股作價12.8元，太和控股會把出售所得中的13億港元用作派發特別息。
2018年6月17日太和控股與獨立第三方達成協議以15億人民幣出售浙江省杭州市鳳起路555號杭州温德姆至尊豪廷大酒店，截至2017年12月31日止年度，该物业租金收入约為7920萬元。

## 外部連結
- irasia.com/listco/hk/taiunited/index.htm（页面存档备份，存于）